# Ван Ромпёй, Херман
Хе́рман Ашиль, граф ван Ро́мпёй (нидерл. Herman Achille, Graaf Van Rompuy [ˈɦɛɾmɑn vɑn ˈɾɔmpœy̆]; род. 31 октября 1947 года, Эттербек) — бельгийский и общеевропейский политический деятель, банкир, доктор наук, федералист, опытный переговорщик.

## Политическая карьера
В 1965 году окончил иезуитский колледж Сент-Ян Берхманс (Jesuit Sint-Jan Berchmans College) в Брюсселе, а затем обучался философии и экономике в Католическом университете Лёвена, где в 1968 году получил степень бакалавра философии, а в 1971 году — магистра экономики.
В 1972—1975 годах работал в центральном банке Бельгии. В 1975—1978 годах — советник премьер-министра Лео Тиндеманса. В 1980 году возглавил Центр политических, экономических и социальных исследований (Centrum voor Politieke, Economische en Sociale Studies), которым руководил до 1988 года. В те же годы начал преподавать в нескольких учебных заведениях. Автор шести книг по политике и экономике.
Политическая карьера Ван Ромпёя связана с партией Христианских демократов и фламандцев, в которой он состоит с 1975. Председатель партии в 1988—1993.
Член Сената в 1988—1995. В 1995 году был избран депутатом Палаты представителей парламента Бельгии. Председатель Палаты представителей в 2007—2008.
Неоднократно занимал правительственные посты, особенно плодотворной считается его деятельность на посту вице-премьера и министра бюджета в 1993—1999.

### Премьер-министр Бельгии
В условиях острого внутриполитического кризиса 28 декабря 2008 король Бельгии предложил Ван Ромпёю сформировать новый кабинет министров. 30 декабря Ван Ромпёй представил состав нового правительства Бельгии, после чего покинул пост председателя Палаты представителей. Состав кабинета практически не отличается от прежнего правительства Ива Летерма. Правительство Ромпёя получило вотум доверия со стороны Палаты депутатов Бельгии 2 января 2009.

### Постоянный председатель Европейского совета
19 ноября 2009 года в ходе неформального саммита ЕС в Брюсселе избран первым постоянным Председателем Европейского совета.
Его первый срок закончился 31 мая 2012 года. 1 марта 2012 года Ван Ромпей был единогласно переизбран на второй срок с 1 июня 2012 года по 1 декабря 2014-го.
30 августа 2014 года премьер-министр Польши Дональд Туск избран преемником Ван Ромпёя на посту главы Евросовета.

## Личная жизнь
В 2015 году был пожалован королём Бельгии Филиппом личным титулом графа ван Ромпёй. Женат, имеет четырёх детей. В свободное время увлекается сочинением хайку на фламандском языке. В своих хайку Ромпёй пишет об одиночестве, Боге, цветах, смерти. В Японии есть клуб поклонников его произведений.